# Rino Corso Fougier
Rino Corso Fougier (Bastia, 14 november 1894 - Rome, 24 april 1963) was een Italiaanse luchtmachtofficier. Van 1941 tot 1943 was hij de stafchef van de Aeronautica Militare. Hij diende in vier oorlogen.

## Leven
Fougier diende als officier in de Bersaglieri van het Koninklijk Italiaans Leger. In 1916 nam hij als pelotonscommandant aan de Eerste Wereldoorlog deel. In juli 1916 begon hij de opleiding tot piloot, en vocht vanaf 1917 met verschillende squadrons. Als piloot kreeg hij twee hoge onderscheidingen. 
In 1921 werd hij stafofficier en vlieginstructeur. In 1930 richtte hij in Campoformido bij Udine de eerste Italiaanse kunstvliegschool op, waaruit kort daarna de Frecce Tricolori ontstonden. Na de oprichting van de Italiaanse luchtmacht, stapte hij over naar dit nieuwe krijgsmachtdeel, waar hij van 1928 tot 1933 over het 1º Stormo Caccia Terrestre het bevel voerde. Na een kort tussenspel aan de spits van het 3ª Zona Aerea Territoriale (Z.A.T.), diende hij van 1935 tot 1937 in Noord- en Oost-Afrika en in Spanje. Na zijn terugkeer naar Italië, leidde hij de trainingsscholen voor de luchtmacht, en daarna het 3º Squadra aerea - SQA3 in Rome en het 1º Squadra aerea - SQA1 in Milaan. 
In 1940-1941 nam hij het commando van het in België gestationeerd Corpo Aereo Italiano over, en nam aan de slag om Engeland deel. Op 15 november 1941 nam hij het commando van stafchef van de luchtmacht van Francesco Pricolo over. Hij bleef in de top van de luchtmacht, tot het einde van het fascistisch regime. Na 1943 trok hij zich terug in het burgerleven.
Er is verder weinig bekend over het verdere verloop van zijn leven na de Tweede Wereldoorlog.

## Militaire carrière
- Generaal (Generale di armata aerea): 28 oktober 1942[1]
- Luitenant-generaal (Generale di squadra aerea): 14 april 1939[1]
- Generaal-majoor (Generale di divisione aerea): 17 februari 1936[1]
- Kolonel (Colonello): 9 april 1931[1]
- Luitenant-kolonel (Tenente colonnello): 21 juli 1927[1]
- Majoor (Maggiore): 15 september 1925[1]
- Kapitein (Capitano): 23 augustus 1917[1]
- Eerste luitenant (Tenente):
- Tweede luitenant (Sottotenente): 19 februari 1914[1]
- Cadet: 31 december 1912[1]

## Onderscheidingen
- Commandeur in de Orde van Sint-Mauritius en Sint-Lazarus
- Commandeur in de Orde van de Italiaanse Kroon
- Officier in de Militaire Orde van Italië op 1 augustus 1941[8]
- Zilveren medaille voor Dapperheid[1]
- Bronzen medaille voor Dapperheid (2)[1]
- Herinneringsmedaille van de Italiaans-Oostenrijkse Oorlog 1915-1918
- Herinneringsmedaille van de Hereniging van Italië
- Overwinningsmedaille (Italië)
- Duits Kruis in goud op 18 januari 1943 als Generale d'Armata en Capo di Stato Maggiore dell'Aeronautica Militare[9]
- IJzeren Kruis 1939, 2e Klasse[10][11][12]
- Oorlogskruis (Italië)
- Pilota Militare